# Wicked City - La città delle bestie incantatrici
Wicked City - La città delle bestie incantatrici (妖獣都市?, Yōjū toshi) è un film anime del 1987 diretto da Yoshiaki Kawajiri.
Il film, di produzione giapponese e tratto da un romanzo di Hideyuki Kikuchi, è stato distribuito anche coi titoli La città delle bestie e La città delle bestie incantatrici.
Il romanzo è anche stato trasposto in un film live action nel 1992 diretto da Tai Kit Mak con la collaborazione alla sceneggiatura e alla produzione di Tsui Hark.

## Trama
Da millenni tra la razza umana e quella dei mostri del "Lato Oscuro" vi è uno scontro segreto. Dopo infiniti disastri causati da questa guerra, i membri più illuminati delle due razze hanno deciso di stipulare un trattato di pace. Ma ormai il trattato sta per scadere, ed alcuni membri del "lato oscuro" non desiderano che venga rinnovato. Per firmare un nuovo trattato viene richiamato dall'Italia il vecchio Giuseppe Maiato, il più importante ambasciatore della razza umana, l'unico in grado di portare a buon fine la missione.
Per proteggere il vecchio dagli attentati di chi non vuole la pace, vengono scelte due esperte guardie del corpo: l'umano Renzaburo Taki e la bellissima Makie, appartenente alla razza del "Lato Oscuro". Le donne del "Lato Oscuro", mostri in sembianze umane, hanno un effetto conturbante sugli uomini: Makie non fa eccezione e Taki si rende presto conto di essersi innamorato di lei.

## Colonna sonora

### Sigla
La sigla finale Hold me in the shadow, musica di Osamu Shōji, è interpretata da Hitomi Tōyama.

## Riferimenti in altre opere
La sequenza dell'aeroporto, in cui Taki si ritrova a combattere contro due demoni celati dal loro aspetto umano, vestiti in giacca e cravatta, è stata ripresa in seguito nell'albo nº 22 di Nathan Never, intitolato Demoni, scritto dal creatore della serie, Antonio Serra, e disegnato da Pino Rinaldi (con correzioni di Michele Pepe). La sequenza è pressoché identica, fatta eccezione per il sesso di uno dei mostri: nel film si tratta di due uomini; nel fumetto, invece, ad attaccare Nathan sono un uomo e una donna. Della citazione (o plagio) di un'intera sequenza Pino Rinaldi ha dichiarato di non esserne stato al corrente; e, in effetti, molte vignette dell'albo sono stare ridisegnate in redazione da Michele Pepe.